# Roger Pinoteau
Roger Pinoteau (* 2. April 1910 in Reuilly, Département Indre; † 13. Oktober 1986 in Paris) war ein französischer Politiker. Von 1958 bis 1962 war er Abgeordneter der Nationalversammlung.

## Frühes Leben
Pinoteau ging in Châteauroux und Poitiers zur Schule, ehe er in Paris Medizin und Jura zu studieren begann. In Medizin erwarb er einen Doktortitel und arbeitete ab 1935 als Arzt in einem Pariser Krankenhaus. Im Jahr 1939 wurde er nach dem Ausbruch des Zweiten Weltkriegs ins Militär eingezogen, wo er ebenfalls als Arzt tätig war. Nach seiner Demobilisation war er wieder als Arzt aktiv und ab 1946 zudem im Rat der Pariser Krankenhäuser vertreten. Darüber hinaus wurde er 1949 zum Generalsekretär des Ärzteverbands von Paris.

## Politische Karriere
Als Anhänger des Centre national des indépendants et paysans trat Pinoteau mit der Wahl in den Stadtrat von Paris und in den Generalrat des Départements Seine im Jahr 1953 in die Politik ein. Bei den Parlamentswahlen 1958 trat er für das CNI im 30. Wahlkreis des Départements Seine an. Mit 43,6 Prozent der Stimmen konnte er sich in der zweiten Runde gegen einen Kommunisten und einen Gaullisten durchsetzen und schaffte so den Einzug in die Nationalversammlung. Von 1959 bis 1960 war er neben seiner parlamentarischen Tätigkeit Mitglied des Gemeinschaftssenats, der Gesetze, die sowohl Frankreich als auch seine Kolonien betrafen, prüfen sollte. Im selben Zeitraum war er Vizepräsident des Stadtrats von Paris. Bei den Parlamentswahlen 1962 trat Pinoteau zur Wiederwahl an, erreichte in der ersten Runde hinter dem Gaullisten Marc Saintout und der kommunistischen Kandidatin mit 24,2 Prozent aber nur den dritten Platz. Seine Teilnahme an der zweiten Runde gab er freiwillig auf, um damit den späteren Wahlsieger Saintout den Sieg zu ermöglichen. Auch wenn dies seine Zeit im Parlament beendete, übte er danach weitere Ämter aus; so war er ab 1976 Vizepräsident des Leitungskomitees des CNI und ab 1979 Vizepräsident der ehemaligen Parlamentsabgeordneten. Dazu war er ab 1981 Ehrenpräsident des internationalen Tourismusverbands. Der 1986 verstorbene Pinoteau war daneben Träger zahlreicher Orden und Medaillen, darunter war er Träger des Ordre des Palmes Académiques und Offizier der Ehrenlegion.